# Skafidháki
Skafidháki (Skafidaki) är en ort i Grekland.   Den ligger i prefekturen Nomós Argolídos och regionen Peloponnesos, i den södra delen av landet, 100 km sydväst om huvudstaden Aten. Skafidháki ligger 58 meter över havet och antalet invånare är 438.
Terrängen runt Skafidháki är kuperad åt sydväst, men åt nordost är den platt. Havet är nära Skafidháki österut.  Närmaste större samhälle är Argos, 8,6 km nordost om Skafidháki. Trakten runt Skafidháki består till största delen av jordbruksmark.